# تمپل (اکلاهما)
تمپل(به انگلیسی: Temple) شهری در ایالت اکلاهما کشور ایالات متحده آمریکا است که جمعیت آن در سرشماری سال ۲۰۱۰ میلادی، ۱٬۰۰۲ نفر بوده‌است.